# Resolution 124 des UN-Sicherheitsrates
Durch die Resolution 124 des UN-Sicherheitsrates beschloss der Sicherheitsrat der Vereinten Nationen am 7. März 1957 auf seinem 775. Treffen einstimmig die Aufnahme des am Tag zuvor unabhängig gewordenen Staates Ghana in die UNO. Nach den Gründungsmitgliedern Ägypten, Äthiopien und Südafrika war Ghana damit das erste afrikanische Land, das durch die beginnende Entkolonialisierung Afrikas Mitglied der Weltorganisation wurde.
Elf Staaten waren an der Abstimmung beteiligt: Frankreich, Großbritannien, Republik China, Sowjetunion, USA als permanente Mitglieder, Australien, Kolumbien, Kuba, Irak, Philippinen, Schweden als nicht-permanente Mitglieder des Gremiums.